# Sint-Quirinuskapel (Lottum)

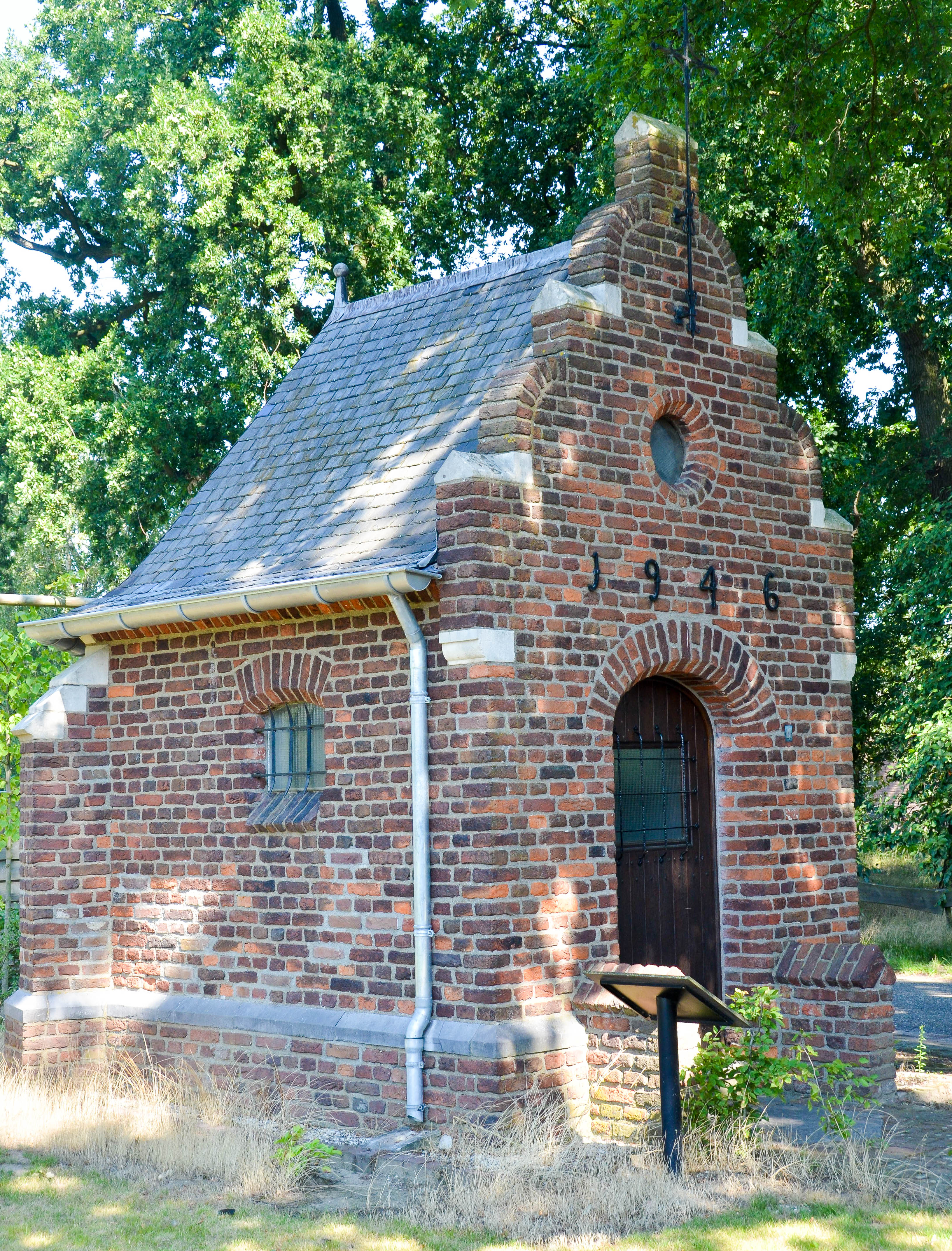
Sint-Quirinuskapel

De Sint-Quirinuskapel is een betreedbare kapel bij Lottum in de Nederlands Noord-Limburgse gemeente Horst aan de Maas. De kapel staat aan de splitsing van de Zandterweg met de Grimmelsweg ten zuidwesten van het dorp.
De kapel is gewijd aan de heilige Quirinus van Neuss.

## Geschiedenis
In 1638 werd de kapel vermoedelijk gesticht door Jacob van den Hondskamp, die kerkmeester was van Lottum en regelmatig op bezoek ging in de Sint-Quirinusabdij te Neuss.
Op 23 november werd de kapel door oorlogsgeweld verwoest, maar als een wonder kwam het Quirinusbeeld ongeschonden uit de ruïne. Na de oorlog werd de kapel in 1946 herbouwd en hiervoor werden de materialen van de eveneens verwoeste Sint-Gertrudiskerk gebruikt.

## Gebouw
De bakstenen kapel heeft een driezijdige koorsluiting en wordt gedekt door een zadeldak met leien. Op de hoeken zijn steunberen geplaatst en in de zijgevels bevindt zich een segmentboogvormig venster. De frontgevel is een barokgevel die getopt wordt door een metalen kruis. Boven in de frontgevel bevindt zich een rond venster met eronder muurankers die het jaartal 1946 vormen en de rondboogvormige toegang dat wordt afgesloten met een hek.
Van binnen is de kapel wit gestuukt en overwelfd met een houten zoldering. Tegen de achterwand is een bakstenen altaar gemetseld voorzien van een gemetseld natuurstenen blad. Op een voetstuk staat op het altaar een Quirinusbeeld die de heilige toont die een speer en een schild vasthoudt.